# Ciara Conway

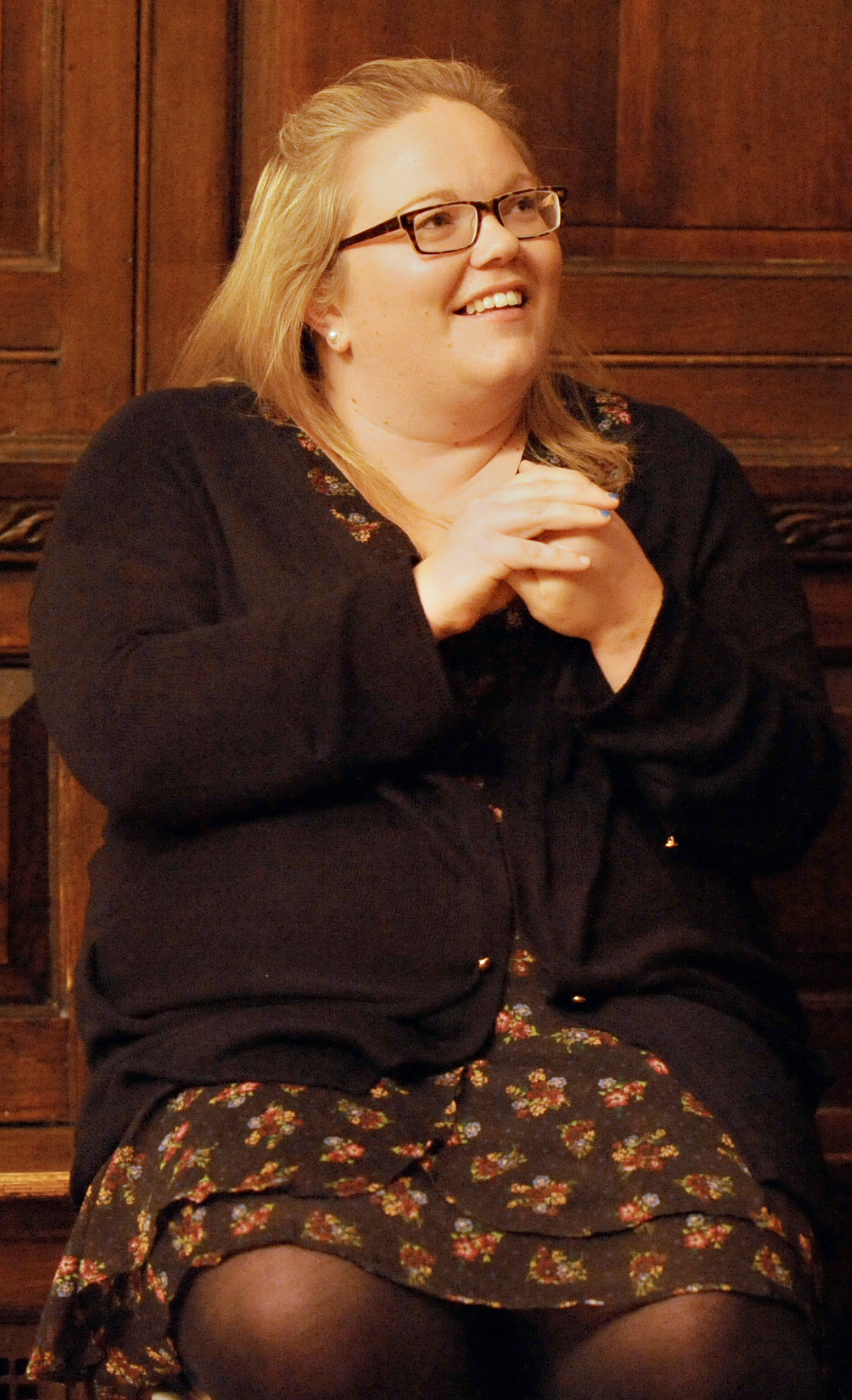
Ciara Conway (2014)

Ciara Conway (* 13. August 1980 in Waterford, County Waterford) ist eine irische Politikerin  der Irish Labour Party. Sie war von 2011 bis 2016 Teachta Dála (Abgeordnete) im Dáil Éireann, dem irischen Unterhaus.

## Leben
Conway studierte an der University of Galway. 2009 wurde sie in den Dungarvan Town Council gewählt. Auf Anhieb gelang es ihr bei den Wahlen zum Dáil Éireann 2011, einen Sitz zu erringen, den sie allerdings bei den Wahlen 2016 wieder verlor.
Ciara Conway ist mit Gary Honer verheiratet, mit dem sie zwei Kinder hat. 